# XIII. Ince pápa
XIII. Ince pápa (eredeti nevén: Michelangelo dei Conti; Poli, 1655. május 13. – Róma, 1724. március 7.) a 244. római pápa 1721-től haláláig.

## Élete
Hercegi család sarja. 1693-ban viterbói kormányzó, 1695-ben tarsusi érsek, majd svájci, 1690-ben lisszaboni követ, 1706-ban bíboros lett, 1721-ben pápává választották. Politikai intézkedései között legnevezetesebb, hogy VI. Károly császárt Nápolyba, mint pápai hűbérbirtokba ünnepélyesen beiktatta. Sok zaklatást volt kénytelen tűrni a francia udvar részéről.

## Művei
- Documenta Catholica Omnia (latin nyelven). Cooperatorum Veritatis Societas. (Hozzáférés: 2011. december 6.)